# Alexander Ilyin-Genevsky
Alexander Fyodorovich Ilyin-Genevsky (em russo: Алекса́ндр Фёдорович Ильи́н-Жене́вский; São Petersburgo, 28 de novembro de 1894 — Leningrado, 3 de setembro de 1941), conhecido pelos companheiros de partido como Genevsky, "ou Genebra" porque se juntou ao grupo de bolcheviques emigrados enquanto estava exilado naquela cidade suíça. Foi um mestre de xadrez soviético e um dos organizadores da Escola de xadrez soviética. Foi um Velho bolchevique, escritor, organizador militar, historiador e diplomata. Nasceu em São Petersburgo e era o irmão mais novo do líder da Frota do Báltico  e embaixador soviético Fyodor Raskolnikov.

## Biografia
No início de 1910, ele visitou o clube de xadrez de São Petersburgo pela primeira vez e, no mesmo ano, participou do campeonato da cidade. Devido à sua inexperiência, ele terminou em último. Em 1912, após se envolver com os bolcheviques, ele foi preso e, em seguida, expulso de sua escola. Mudou-se para Genebra, na Suíça, para completar seus estudos e continuou a jogar xadrez. Em fevereiro de 1914, ganhou o campeonato de Genebra. 
Pouco depois, retornou à Rússia e mudou seu nome para Ilyin-Genevsky (Genevsky significa Genebra em russo) para evitar confusão com Lenin, que assinou alguns artigos sob o pseudônimo de Ilyn). No início de 1915, foi alistado no exército russo; em maio, completou seu treinamento na escola de cadetes e foi enviado para o front. Em 9 de julho, ele foi atingido por estilhaços de uma granada e ficou gravemente ferido.
Em janeiro de 1917, voltou a disputar o campeonato de São Petersburgo, competição que, no entanto, não foi terminada por causa da Revolução de fevereiro de 1917. A seguir, trabalhou nos jornais Soldatskaïa Pravda e Krasnaïa Gazeta. Em 1931, ele escreveu o livro From February to the Conquest of Power sobre esse período.
A partir de 1920, ele escreveu uma coluna de xadrez no jornal K novoï armii, um importante jornal da Rússia revolucionária. Mais tarde, foi editor do jornal Chakhmatny Listok, que sob o título Chakhmaty v SSSR duraria até o fim da União Soviética.
Ilyin-Genevsky foi um dos organizadores do primeiro campeonato soviético em 1920 e do match de 1933 entre Mikhail Botvinnik e Salo Flohr. Foi tricampeão do Campeonato Municipal de Xadrez de Leningrado, em 1925, 1926 e 1929; e participou da final de nove campeonatos soviéticos de xadrez. Em 1925, venceu uma partida contra o então campeão mundial José Raúl Capablanca no Torneio Internacional de Moscou.
Ele promoveu o xadrez como um veículo educacional para o desenvolvimento da compreensão tática e estratégica durante o treinamento militar e, dentro da União Soviética, foi um dos principais responsáveis pela difusão da ideia de que o xadrez é um ótimo instrument para o ensino dos fundamentos da ciência e do pensamento racional. Uma variante da abertura de xadrez defesa holandesa, caracterizada pelos lances 1.d4 f5 2.c4 Cf6 3.g3 e6 4.Bg2 Be7 5.Cf3 0-0 6,0-0 d6 7.Cc3, leva o seu nome.
Durante a década de 1930, a saúde de Ilyin-Genevsky se deteriorou devido ao ferimentos sofridos na Guerra, ficando impedido de participar de grandes torneios. Ele disputou o último de seus nove campeonatos da União Soviética em 1937. 
Ilyin-Genevsky esteve em contato com setores da oposição desde os tempos da Guerra Civil, por isso sofreu perseguições na era Stalin. De acordo com Botvinnik e fontes oficiais, Ilyin-Genevsky morreu em um ataque aéreo nazista no Lago Ladoga durante o cerco de Leningrado. Todavia, alguns acreditam que ele foi vítima do Grande Expurgo junto com a maioria dos Velhos bolcheviques revolucionários  Essa afirmação, porém, é improvável, porque em 1941, dois anos após o fim do expurgo, Ilyin-Genevsky estava jogando a semifinal de Rostov-on-Don do 13º Campeonato Soviético no dia em que a Alemanha invadiu a União Soviética.

## Obras publicadas
- From February to the Conquest of Power
- The Bolsheviks in Power - Reminiscences of the Year 1918, New Park, ISBN 0-86151-011-9
- Notes of a Soviet Master, Yorklyn, Caissa Editions, 1986. ISBN 0-939433-00-1